# 上国料勇
上国料 勇（1970年7月31日—）是出身于日本鹿儿岛县的游戏制作人與插畫家，目前為自由創作者。他的作品以使用了被称作「上国料曲线」的独特曲线为特征。
1999年加入史克威尔（现史克威尔艾尼克斯）。曾经担任《最终幻想X》以后多部《最终幻想》作品美术方面的工作。
2017年4月1日，上国料勇透過Twitter宣布於昨日離開史克威尔艾尼克斯，日後將作為自由創作者。

## 主要参与作品
- 最终幻想X（装饰、道具设计）
- 最终幻想XII（背景美术）
- 最终幻想XII 亡灵之翼（艺术主管、标题LOGO设计）
- 最终幻想XIII（艺术总监）[2]
- The 3rd birthday（艺术总监）
- 最终幻想XIII-2（艺术总监）
- 最终幻想XV（艺术总监）[3]